# Nouveau Parti démocratique du Québec
Pour les articles homonymes, voir Nouveau Parti démocratique du Québec (2014).
Le Parti de la démocratie socialiste (PDS), appelé de 1963 à 1995, Nouveau Parti démocratique du Québec (NPD-Québec), est un ancien parti politique québécois d'orientations sociale-démocrate et socialiste.
Le PDS a fusionné avec d'autres partis en 2002 pour former l'Union des forces progressistes, qui a elle-même intégré Québec solidaire en 2006.
En 2014, un nouveau parti politique est fondé reprenant le même nom : le Nouveau Parti démocratique du Québec.

## Histoire

### Premières années
Le Nouveau Parti démocratique du Québec est fondé dans les années 1960 à la suite des efforts concertés de la Fédération des travailleurs du Québec (FTQ), qui est l'une des principales centrales ouvrières du Québec, et du Parti social démocratique du Québec (PSD), branche québécoise du Parti social démocratique du Canada. Le 30 juin 1963, un comité provisoire d'organisation est élu, composé de : Jean-Robert Ouellet (président), Robert Cliche, (vice-président), André Thibodeau (secrétaire), Harry Krashinsky (trésorier), Gérard Picard, Fernand Daoust, Roger Provost, Roméo Mathieu, Jean Chapman, Julien Major, Charles Taylor, Laurent Châteauneuf, Enn Norak, Pierre Lambert et Roméo Maione.
Sur la scène politique fédérale canadienne, à titre de section du Nouveau Parti démocratique du Canada, le NPDQ participe aux élections fédérales canadiennes de 1962 à 1988 bien que, jusqu'à 1965, la section québécoise soit peu organisée. Une relance a lieu en 1965 : en mars se tient un congrès de fondation du NPDQ. Robert Cliche, avocat connu, en devient le chef. Lors des élections fédérales de 1965, les candidats du NPD recueillent 12 % des votes au Québec (et 18 % dans l'ensemble du Canada). Aux élections fédérales de 1968, le NPD recueille 7 % des votes au Québec (17 % au Canada). Robert Cliche se retire comme chef après l'élection de 1968 et Roland Morin lui succède à ce poste.
Jusqu'à la fin des années 1960, conformément à la répartition des tâches convenue en 1963 entre les deux organisations, le NPDQ exerce ses activités exclusivement sur la scène politique fédérale au Québec, laissant la scène politique provinciale du Québec au Parti socialiste du Québec (PSQ). Après la disparition du PSQ vers 1968, le NPDQ continue de consacrer l'essentiel de ses énergies à la politique fédérale au cours de la décennie 1970 et au début des années 1980, mais il commence aussi à faire quelques incursions au niveau de la politique provinciale, en présentant un petit nombre de candidats, d'abord lors des élections générales québécoises de 1970. Cette expérience de 1970 n'a toutefois pas de succès, à la suite de quoi le NPDQ ne présente plus de candidats aux élections provinciales pendant un certain temps.
En février 1971, le congrès du NPDQ désigne comme chef G.-Raymond Laliberté, syndicaliste, ex-président de la Corporation des enseignants du Québec (CEQ). Laliberté démissionne lors du congrès de mars 1973 et celui-ci désigne comme nouveau chef Henri-François Gautrin, professeur à l'université de Montréal. Une nouvelle expérience électorale provinciale est tentée lors des élections de 1976 dans une coalition avec le Regroupement des militants syndicaux (RMS), mais elle ne connaît pas non plus de succès. Entretemps, le militantisme du NPDQ en faveur du droit à l'autodétermination du Québec porte ses fruits auprès de certaines organisations du NPD au Canada. Ainsi, en 1977, le congrès du Nouveau Parti démocratique de l'Alberta, la Fédération des jeunes néo-démocrates de la Saskatchewan ainsi que la conférence régionale du NPD de Toronto appuient le droit du Québec à l'autodétermination, de même que le Syndicat canadien de la fonction publique, lié au NPD. La chose est toutefois encore mal reçue par la direction du NPD fédéral et la proposition n'est pas adoptée lors du congrès fédéral du NPD de 1977. En 1979, Gautrin démissionne du NPDQ et rejoint peu après le Parti libéral du Québec de Claude Ryan. Jean-Denys Lavigne, enseignant et syndicaliste, lui succède comme chef du NPDQ et démissionne en février 1983. Il y a alors vacance à la direction du NPDQ pendant un an. En juillet 1983, le congrès fédéral du NPD du Canada affirme le droit du peuple québécois de déterminer librement son avenir, devenant ainsi le premier parti fédéral canadien à affirmer cette reconnaissance.

### Investissement de la scène provinciale
Au milieu de la décennie 1980, le NPDQ considère qu'il existe un vide politique au Québec et que, tout en continuant de jouer son rôle en tant que section québécoise du NPD fédéral du Canada, le temps est venu pour le NPDQ de s'investir pleinement et définitivement sur la scène politique provinciale québécoise. La relance s'opère à partir de mars 1984. Le NPDQ désigne comme nouveau chef Jean-Paul Harney, professeur d'université et ex-député néo-démocrate à la Chambre des communes de 1972 à 1974 pour la circonscription ontarienne de Scarborough-Ouest. En septembre 1985, un congrès du NPDQ tenu à Montréal décide de la fondation officielle du nouveau NPDQ, parti provincial occupant dorénavant tout le champ politique, aussi bien provincial que fédéral. Le NPDQ demande et obtient sa reconnaissance officielle auprès du directeur des élections du Québec en tant que parti politique au Québec. Il présente des candidats aux élections générales québécoises de 1985, de 1989, de 1994 et de 1998.
En matière constitutionnelle, le parti confirme son rejet de la Loi constitutionnelle de 1982 qui n'a pas reçu le consentement du gouvernement québécois et prend position en faveur de la convocation d'une assemblée constituante pour élaborer un projet de constitution nationale du Québec à soumettre à l'adoption du peuple québécois et visant à négocier d'égal à égal avec le reste du Canada une nouvelle confédération. Cette position constitutionnelle sera celle du NPDQ lors des élections provinciales de 1985 au moment où le Parti québécois, sous la direction de Pierre Marc Johnson, met en veilleuse la souveraineté-association.
Cette période voit une croissance du nombre de membres du parti. Au congrès de novembre 1987, Roland Morin succède à Jean-Paul Harney comme chef. Les 19 et 20 juin 1987 se tient à Québec le congrès de fondation de la Fédération québécoise des jeunes néo-démocrates (FQJN). Il est suivi par le congrès d'orientation politique de la FQJN du 26 au 28 février 1988 à Montréal. Lors des élections fédérales de 1988, les candidats du NPD obtiennent 14 % des votes au Québec.
Autour de 1987-1989, le NPDQ obtient souvent de 10 à 17 % dans les sondages, et même 22 % en octobre 1987, nez à nez avec le PQ qui est à son plus bas, quelques semaines avant la mort de René Lévesque et la démission de Pierre-Marc Johnson. Hélène Guay, candidate à l'élection partielle du 14 septembre 1987 dans Notre-Dame-de-Grâce, arrive deuxième en obtenant 25,6 % des voix et devance le candidat du Parti québécois. L'appui au NPDQ tombe soudainement durant la campagne électorale provinciale de 1989, mais on peut aussi remarquer que la plupart de ceux qui persistent à se dire partisans du NPDQ dans les sondages disparaissent au moment de l'élection pour y revenir ensuite (ce qui peut être causé soit par le biais statistique ou par le vote stratégique)[pas clair][réf. nécessaire].

### Rupture avec le NPD fédéral
Un congrès d'orientation du NPDQ a lieu du 28 au 30 avril 1989 à Montréal. Le congrès adopte notamment une charte de l'environnement qui endosse le principe du pollueur-payeur et sanctionne les infractions environnementales ; un renforcement des centres locaux de services sociaux ; en éducation, la déconfessionnalisation de l'école publique ; et réaffirme la position selon laquelle le peuple québécois devrait exercer son droit à l'autodétermination en se dotant de sa constitution et en proposant au Canada une nouvelle association politique. Ce congrès adopte aussi à la majorité des délégués présents une résolution de principe non décisionnelle, en faveur de la rupture des liens structurels du NPDQ avec le NPD fédéral, étant entendu que la décision sur cette question, qui requiert la modification aux deux tiers des voix des statuts du NPDQ, se prendrait lors d'un congrès subséquent. Les raisons citées pour cette rupture étaient l'opposition du parti provincial à l'accord du lac Meech, endossé par le parti fédéral, le soutien du parti provincial à la politique linguistique québécoise, des différences de position sur l'Accord de libre-échange canado-américain, et la vision favorable du NPDQ du nationalisme québécois.
Lors de ce même congrès, Gaétan Nadeau est élu chef du parti, l'emportant sur Roland Morin. Lors des élections provinciales de 1989, le NPDQ se dote d'un programme électoral qui met principalement l'accent sur ses positions en matière d'environnement, ses positions sociales-démocrates en matière d'économie et de services aux citoyens et sur sa position constitutionnelle.
Appelé à commenter sur la décision du NDPQ de rompre ses liens avec le NDP fédéral, le chef de ce dernier, Ed Broadbent, a affirmé qu'il s'agissait d'une décision positive, qui facilitera les relations entre l'aile québécoise et l'aile fédérale du parti. En effet, Broadbent avait remarqué que les divergence entre les deux ailes du parti causait parfois certains froids entre les deux. Il dit que, malgré les divergences, la philosophie centrale du parti continuerait à prévaloir. Broadbent a affirmé que le geste du NPDQ constituait un modèle pour les autres ailes provinciales du parti, et a expliqué qu'un comité chargé d'étudier la structure du NPD examinerait cette possibilité. Le chef du NPD Ontarien, Bob Rae, a aussi salué la décision.
En décembre 1989, le NPDQ et le NPD fédéral du Canada décident d'un commun accord de rompre le lien structurel qui les unit, les deux partis devenant dès lors complètement indépendants l'un de l'autre. En conséquence, le NPDQ concentre ses activités exclusivement sur la scène politique provinciale québécoise et ses membres deviennent libres d'adhérer au parti politique fédéral de leur choix. De la même façon, le NPD fédéral concentre ses activités au Québec exclusivement sur la scène politique fédérale, par le biais de sa section québécoise rebaptisée Nouveau Parti démocratique du Canada (Québec), qui ne présente des candidats qu'aux élections fédérales et dont les membres devinrent libres d'adhérer au parti politique provincial québécois de leur choix.
En 1990, Gaétan Nadeau démissionne et Michel Parenteau lui succède comme chef. Le NPDQ clarifie davantage sa position constitutionnelle en faveur de l'indépendance du Québec. Ces relations avec le NDP fédéral commencent à s'envenimer quand le NPDQ décida de soutenir la candidature de Gilles Duceppe dans l'élection partielle de Laurier—Sainte-Marie en août 1990, et suggéra à la candidate néo-démocrate Louise O'Neill de retirer sa candidature pour éviter la division du vote. Le NDP fédéral retorqua en brisant ses « liens fraternel » avec le parti provincial, et encouragea ce dernier à changer de nom.

### Déclin
En 1992, lors du référendum sur le projet d'amendements à la constitution, dit Accord de Charlottetown, le parti se prononce contre ce projet. Michel Parenteau démissionne comme chef en 1992. À ce poste lui succèdent Jean François Sirois de 1992 à 1994, puis Jocelyne Dupuis, une enseignante de Montréal, de 1994 à 1996. Entre-temps, en décembre 1993, le NPDQ obtient pour la dernière fois 4 % dans les sondages avant de commencer une lente chute.
Lors des élections provinciales de 1994, le NPDQ fait campagne sous le thème « Un Québec pour tout le monde ». Il présente 41 candidats et obtient 0,85 % des votes. Le parti disparaît rapidement des sondages. En janvier 1995, le NPDQ décide de changer son nom en Parti de la démocratie socialiste (PDS). En 1995, lors du référendum sur la souveraineté du Québec, le parti se prononce en faveur de l'option du « oui ». Le PDS participe aux élections de 1998, sous le thème « Un Québec libre pour tout le monde »,.
Le 7 septembre 2002, le PDS intègre la coalition de l'Union des forces progressistes (UFP), à laquelle se joignent aussi le Rassemblement pour l'alternative progressiste (RAP) et le Parti communiste du Québec (PCQ). En conséquence, tout en continuant d'exister en tant qu'organisation membre de la coalition, le PDS transfère à l'UFP son inscription officielle en tant que parti politique auprès du directeur des élections et c'est sous la bannière de l'UFP qu'il participa aux élections de 2003.
En février 2006, l'UFP et une organisation féministe altermondialiste, Option citoyenne, fusionnent pour créer Québec solidaire, un parti de gauche souverainiste.

## Liste des chefs
- Jean-Robert Ouellet (provisoire, 1963-1965)
- Robert Cliche (1965-1968)
- Roland Morin (1968-1971)
- Raymond G. Laliberté (1971-1973)
- Henri-François Gautrin (1973-1979)
- Jean-Denys Lavigne (1979-1983)
- Jean-Paul Harney (1984-1988)
- Roland Morin (1987-1989)
- Gaétan Nadeau (1989-1990)
- Michel Parenteau (1990-1992)
- Jean-François Sirois (1992-1994)
- Jocelyne Dupuis (1994-1996)
- Paul Rose (1996-2002)

## Résultats électoraux
|        |  |
| 0,15 % |  |
|        |  |

|          |        |
| 13 / 108 | (12 %) |
|          |        |

|         |       |
| 0 / 108 | (0 %) |
|         |       |

|        |  |
| 0,05 % |  |
|        |  |

|          |          |
| 21 / 110 | (19,1 %) |
|          |          |

|         |       |
| 0 / 110 | (0 %) |
|         |       |

|        |  |
| 2,42 % |  |
|        |  |

|          |          |
| 90 / 122 | (73,8 %) |
|          |          |

|         |       |
| 0 / 122 | (0 %) |
|         |       |

|        |  |
| 1,22 % |  |
|        |  |

|          |        |
| 55 / 125 | (44 %) |
|          |        |

|         |       |
| 0 / 125 | (0 %) |
|         |       |

|        |  |
| 0,85 % |  |
|        |  |

|          |          |
| 41 / 125 | (32,8 %) |
|          |          |

|         |       |
| 0 / 125 | (0 %) |
|         |       |

|        |  |
| 0,59 % |  |
|        |  |

|          |          |
| 97 / 125 | (77,6 %) |
|          |          |

|         |       |
| 0 / 125 | (0 %) |
|         |       |